# Trip Hawkins
William M. "Trip" Hawkins III, född 28 december 1953, är en amerikansk företagare som började sin karriär som marknadsförare hos Apple Computer år 1982. Trip Hawkins startade sedan spelutvecklingsföretagen Electronic Arts 1982, The 3DO Company 1991 samt Digital Chocolate 2003.